# Vasjugan
Il Vasjugan (in russo  Васюган?) è un fiume della Russia, affluente di sinistra dell'Ob'. Scorre nel Kargasokskij rajon dell'Oblast' di Tomsk, nella parte meridionale del bassopiano della Siberia occidentale

## Descrizione

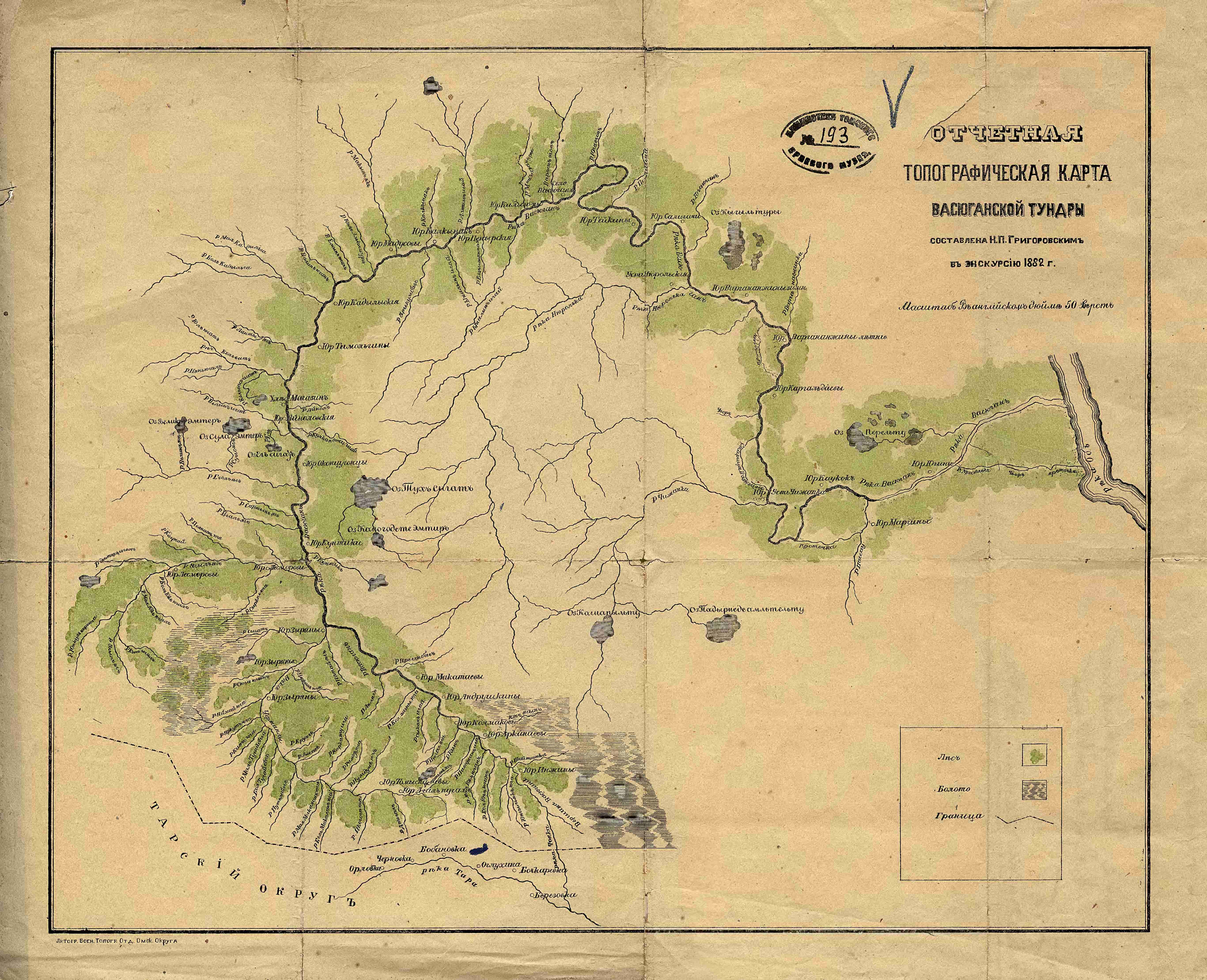
Corso del Vasjugan in una mappa del 1882

Il fiume nasce e scorre nella parte sud-occidentale dell'oblast' di Tomsk in una vastissima zona paludosa che dal fiume ha preso il nome di Vasjugan'e; scorre dapprima con direzione settentrionale, piegando, all'incirca verso metà corso, verso est. Alla foce si divide in due bracci: quello di destra sfocia a 11 km dall'insediamento di Kargasok, l'altro, il principale, incontra l'Ob' più a valle.
La lunghezza del Vasjugan è di 1 082 km. L'area del suo bacino è di 61 800 km². La portata media annua del fiume è di 327,64 m³/s all'altezza dell'insediamento di Naunak (a 63 km dalla foce). Il fiume è navigabile per 886 km (dalla foce). Lungo il suo corso vi sono molti piccoli insediamenti e nessun centro abitato di rilievo. 
Il fiume ha un andamento fortemente tortuoso. La larghezza del canale nei tratti superiori è di 10-70 m, nella parte centrale e inferiore di 100-140 m, in alcuni punti fino a 200 m. L'altezza media del bacino è di 100 metri.
Il corso del fiume viene utilizzato per trasportare merci varie nei centri abitati e nei campi di estrazione di petrolio e gas. Il bacino idrografico del Vasjugan è ricco di giacimenti di petrolio e gas naturale, similmente a molte altre zone del bassopiano siberiano occidentale. Produce 6 milioni di tonnellate di petrolio e 3 milioni di metri cubi di gas naturale all'anno. Ad ogni modo, l'infrastruttura operativa dei depositi si trova lontano dal letto del fiume e non influisce in modo significativo sul Vasjugan.
I principali affluenti del Vasjugan sono: Njurol'ka e Čižapka da destra; Čertala, Jagyl"jach, Egol"jach, Kel'vat e Machnja da sinistra. Il fiume è gelato, mediamente, da novembre a maggio.